# Looks.fm
Looks.fm — онлайн-сервис, который позволяет проводить массовые фотоконкурсы. 85 % аудитории проекта — пользователи из России и с Украины.
Разработка проекта стартовала в марте 2014 года. Владелец проекта — украинская компания «Look & watch», разработчиком выступила компания Sponge при участии неизвестного инвестора из ОАЭ.
1 декабря 2014 платформа обновилась до бета-версии 1.2, начался этап публичного тестирования сервиса.
В январе 2015 года суммарная аудитория проекта составила 5 миллионов человек. С начала 2015 года начался бум среди пользователей видеохостинга Youtube. Пользователи начали массово загружать видеообращения к своим подписчиками друзьям с просьбами поддержать их в том или ином конкурсе. Один из конкурсов, в котором в качестве приза разыгрывался iPhone 6, привлёк более 1700 участников, за которых отдали более 200 тысяч голосов. Аналогичный конкурс, проводимый Mail.Ru, собрал почти в четыре раза меньше участников.
17 февраля 2015 года журнал Forbes назвал Looks.fm — открытием 2015 года. 10 марта 2015 года суммарная аудитория проекта составила 7 миллионов пользователей. 20 мая 2015 года сайт посетили 14 миллионов раз[значимость факта?]. 1 июля 2015 года суммарный трафик проекта составил 16,3 миллионов посещений[значимость факта?]